# RX storie di vita vissuta
RX storie di vita vissuta è un fumetto online a strisce scritto e illustrato da RX (contrazione di RobyX, pseudonimo del fumettista) a partire dal 31 maggio 2005. La serie viene pubblicata in formato digitale e cartaceo sotto il marchio Shockdom edizioni.

## Storia editoriale
Le strisce, dal sapore talvolta autobiografico, narrano le vicende di un giovane "sfigato" inizialmente alle prese con fatiche universitarie, la convivenza forzata con la nonna, amori burrascosi e goliardiche serate tra amici.
L'evoluzione della serie - che ha da poco superato il traguardo delle 700 strisce - vede in seguito l'introduzione di situazioni grottesche e personaggi alquanto insoliti come il mefistofelico "Lucius Hellcome" o il maldestro e romantico araldo della morte chiamato (per l'appunto) "Signor Morte".
Questa crescita riguarda anche le tematiche affrontate: l'impronta narrativa è decisamente comica, ma nel proseguire della storia compaiono sempre più spesso momenti intensi e riflessivi. Questi eventi sono solitamente raccontati in "saghe" di maggior respiro - il resto della serie si sviluppa prevalentemente in trilogie - che scandiscono le tappe più importanti della vita del personaggio, sia dal lato sentimentale (più realistiche e legate principalmente alla futura fidanzata Lyla) sia da quello più introspettivo (più surreali e con protagonista il "Signor Morte")
Tali peculiarità, assieme ad una qualità sempre crescente del disegno e alla costanza nella pubblicazione, hanno saputo conquistare negli anni un pubblico vasto ed eterogeneo di lettori attraverso il web.
In vari momenti della serie, in particolare nelle caratteristiche "saghe", l'autore si è avvalso della collaborazione dell'amico Giò (il fumettista ed insegnante di disegno per ragazzi Giordano Segatta) che compare anche come personaggio secondario.
La serie a strisce viene pubblicata dal principio sul blog dell'autore. Il sito ufficiale permette di poter accedere gratuitamente a tutte le strisce pubblicate finora.
Per quanto riguarda le pubblicazione cartacea c'è da sottolineare la continua collaborazione tra l'autore e riviste del settore, quotidiani ed agende per ragazzi, che nel corso degli anni hanno pubblicato strisce della serie e materiale inedito appositamente realizzato.
Di quest'ultimo fa parte la serie parallela, nata su commissione, "Storie di Vita Vissuta - Bugle". In queste strisce RX diventa protagonista di avventure seriali o "one-shot" affrontando temi ed argomenti suggeriti da collaborazioni con ditte, aziende e siti web.
Nell'ottobre 2007 le strisce di "Storie di Vita Vissuta" vengono pubblicate sul volume antologico Strrrippit (edito da Grrrzetic) assieme ad altri importanti autori per raccontare il panorama attuale della striscia a fumetti italiana.
ottobre 2008, in occasione della fiera internazionale del fumetto Lucca Comics and Games viene presentato il primo volume "In principio fu la sfiga" tratto dalla serie ed edito da Shockdom che raccoglie le prime 260 strisce e una storia inedita.
Nell'ottobre dell'anno successivo viene pubblicato il secondo volume tratto dalla serie a strisce "E poi venne la fika" sempre edito da Shockdom contenente oltre 240 strisce ed una inedita storia supereroistica.
Sempre nel 2009 viene prodotto e distribuito l'art Toy di "Stecco" ossia la versione super deformed del "Signor Morte". La statuetta in resina, prodotta in edizione limitata, viene distribuita da Shockdom.
Il 2010 vede la pubblicazione della serie a strisce su formato iPhone, applicazione curata da Enhanced Press.
Sul sito dell'autore è inoltre disponibile un videogame, scaricabile gratuitamente, con protagonista il Signor Morte.

### Realizzazione e stile
La realizzazione della striscia avviene attraverso più passaggi: il disegno a matita, il ripasso a china, l'acquisizione tramite scanner, l'elaborazione digitale, la colorazione in scala di grigi.
Il risultato finale risulta molto curato e piacevole, adatto sia alla pubblicazione su web che su quella cartacea.
L'elaborazione digitale permette all'autore un uso frequente del cosiddetto "copia & incolla, strumento scelto - a detta dello stesso RX - non per risparmio di tempo bensì come scelta stilistica tesa a valorizzare l'effetto comico della battuta.

### Produzione
La strisce, composte in genere da quattro vignette, sono tipicamente divise in trilogie: accorgimento questo che permette sia di avere un filo conduttore che lega le tre strisce pubblicate settimanalmente online, sia di impaginare agevolmente le strisce a tre per pagina nelle pubblicazioni cartacee.
Sempre più spesso nel proseguire della storia più trilogie fanno parte di una stessa storia, creando delle mini-saghe o vere e proprie "storie nella storia"
Da citare, tra le saghe più celebri:
- Love Wars[7]
- The End?[8]
- RX's Inferno[9]; serie in cui viene rielaborata parte dell'inferno dantesco.

Mentre si prosegue nella lettura è sempre più forte l'impressione di leggere un'unica grande storia suddivisa in strisce, piuttosto che una serie di strisci umoristiche indipendenti.

## Personaggi
I protagonisti sono:
- RX: Pretenzioso e super-sfigato, RX è dapprima un giovane studente, poi giovane lavoratore precario, che sembra non avere un preciso scopo nella vita. È anche un pessimista cronico e un discreto ruttatore.
- Nonna: È la tenera vecchietta che vive con RX. Ha problemi di vista, di udito, e chi più ne ha più ne metta. Passa le sue giornate guardando la TV. O credendo di farlo. Deceduta.
- Lyla: Si dice diventerà la ragazza di RX. Appassionata di shopping e di teneri cuccioli da abbracciare passa le sue giornate tra lavoro, aperitivi e telefilm.
- Morenkio: Amico d'infanzia di RX, talvolta esuberante e un po' bulletto, è in realtà un ragazzo tranquillo e fiero di sé che punta ad una vita da mediano tra conti strutturali e fiumi di birra.
- Giò: Ex compagno universitario di RX, genietto appassionato di fumetti e giochi da tavolo a tempo pieno. Si è preso un furetto nell'attesa del grande amore.
- Signor Morte: Romantico e impacciato, è il macabro dispensatore di disgrazie, o quantomeno cerca di esserlo. Nel corso della serie proverà più volte ad uccidere RX, ma con scarso successo. Ama la birra. Il personaggio della Morte nasce da una collaborazione con il fumettista Matteo Cuccato. Nel corso della serie farà la sua apparizione anche Chiarafalce, allegoria della Morte nata dalle matite del fumettista Eriadan.
- Cla: Ex compagna universitaria ed in seguito collega d'ufficio di RX, Cla è una simpatica e non troppo attraente ragazza in cerca della fantomatica anima gemella. Leggermente paranoica ma con un cuore d'oro.
- Lucius Hellcome: È il mefistofelico antagonista di RX. Ex diavolo novizio del settore Limbo in cerca di carriera all'inferno, si occupa di comprare anime in cambio di contratti a progetto.